# Grdi raček
Grdi raček je pravljica Hansa Christiana Andersena. Grdi raček je kratka sodobna pravljica. Glavna književna oseba je mali grdi raček (v resnici labod), ki se je izvalil v račjem gnezdu, ker pa je drugačen od ostalih malih račk ga takoj označijo za grdega. V ospredje je postavljen motiv drugačnosti, ki je velik problem v odnosu med ljudmi še dandanes, saj se prepogosto srečujemo z njo in jo obravnavamo neenako in z zadržki. Želel je pokazati nesprejemljivost ljudi do drugačnih in neupoštevanje njihovih pravic in pogledov, mnenj. Pravljica nas želi naučiti sprejemati, še posebej pa ceniti drugačnost.

## Obnova pravljice
Bilo je poletje, mama raca je gnezdila v repuhu, valila je male račke. Bila je že naveličana, saj se je že silno vleklo. Končno pa so jajca popokala in slišati je bilo čivkanje malih račk, ki so dvignile svoje glavice. Le največje jajce je še ležalo tam. Mama raca se je odločila, da bo še malo posedela na njem. Kmalu pa je popokalo tudi veliko jajce. Mladiček se je skotalil na plan. Bil je drugačen od ostalih mladičkov, silno velik in grd.  
Naslednji dan je mama raca odpeljala male račke, da bi jih predstavila v račjaku. Odšli so k stari raci, ki je bila najplemenitejšega rodu. Stara raca je pohvalila vse otročiče, le grdi raček ji ni bil najbolj posrečen, predlagala je da bi ga malo predelali, da bi bil lepši. Mama raca pa ji ni dovolila, saj kljub grdemu videzu je bil raček dobrega srca in je plaval najboljše od vseh. Tako se je račja družinica preselila v račjak. Ubogemu račku pa se ni godilo najboljše, saj je bil tako strašno grd, da so ga vsi grizli, suvali in se norčevali iz njega. 
Tedaj pa je zbežal iz račjaka in jo ucvrl v grmovje. Srečal je divje race in dva divja gosaka. Tudi oni so mu rekli, da je tako zelo grd, vendar da je njim vseeno, le da se ne poroči v njihovo družino. 
Proti večeru je utekel iz močvirja, tekel je čez polja in travnike in prispel do majhne revne kmečke koče, kjer je živela starka z mačkom in kokošjo. Račka bi sprejeli medse, le če bi znal presti in se grbiti kot maček in nesti jajca kot kokoška. Ker sta maček in kokoška to počela, sta to tudi zahtevala od račka. Ker pa nista razumela, da ima vsak drugačno mnenje in mislila, da sta najpametnejša, nista razumela račka in njegove želje po plavanju. Zato se je raček odločil da bo šel v širni svet.   
Prišla je jesen, ko je sonce zahajalo, je vzletela jata prelepih ptic. Bili so labodi, ki so leteli v tople kraje. Ni vedel nič o teh pticah, vendar jih je imel rad kot še nikogar. Ni jim zavidal lepote, še na pamet mu ni prišlo, da bi si želel take lepote, srečen bi bil že s tem, da bi ga race sprejele medse. 
Že se je bližala zima, raček je zamrznil v ledu. Zgodaj zjutraj ga je rešil kmet in ga odnesel domov. Tam so ga oživili in otroci so se želeli igrati z njim. Raček pa se je bal, da mu hočejo kaj hudega. Zbežal je tudi iz te hiše. V tej hudi zimi je izkusil preveč nadlog in bede. Še dobro, da je prišla pomlad in je sonce spet začelo greti. Ko je ležal v močvirju so pred njim priplavali trije labodi. Ni mu bilo mar kaj mu bodo storili, on si je želel le do njih, saj je prepoznal ptice, ki jih je srečal jeseni. Ko pa je sklonil glavo, je v bistri vodi zagledal svoj odsev. Ni bil več grd, neroden, črnosiv ptič, temveč prelep labod. Resnično je bil vesel, kljub vsem mukam in trpljenju, je zdaj toliko bolj cenil svojo srečo. Labodi so ga božali s kljuni in otroci, ki so jih prišli hranit, so najprej zagledali njega, bil je najlepši.
Pomislil je, kako so ga zasmehovali, zdaj pa je najlepši med vsemi pticami.

## Predstavitev likov
Glavni lik v pravljici je Grdi raček, stranski liki so pa Mama raca, Stara raca, mačka in kokoš, ter ostale živali iz račjaka.
Grdi raček: Bil je dobrega srca in nikomur ni zameril za vse kar so mu storili in izrekli. Sam je bil prepričan, da je zares grd, saj ni vedel da ni raček, ampak majhen labod. Zavedal se je, da je s svojo drugačnostjo vznemiril družbo na kmetiji. Ko se je posmehovanje sprevrglo v nasilje, je vedel da mora zbežati, da bi si rešil življenje. Ko je srečal labode, jim ni zavidal, ni si želel take lepote. Želel je le, da bi ga race sprejele medse, to bi bilo zanj več kot dovolj. Ko pa je postal labod, kar seveda ni pričakoval, ni pomislil na nič drugega kot na srečo, ki ga je doletela. Cenil je toliko bolj svojo lepoto, prav zaradi bede in trpljenja, ki ju je prestal. 
Mama raca: Bila je edina, ki je grdega račka sprejela takšen kot je bil. Verjela je, da bo nekega dne postal lep. Pred staro raco ga je branila,češ da je bil predolgo v jajcu in ji ni dovolila, da bi ga spremenila. Zavedala se je, da raček plava najlepše izmed vseh in da se je držal najbolj vzravnano. Samo ona se ni ustavila na zunanjosti, pogledala je dlje od drugih, vedela je da je dobrega srca. 
Družba na kmetiji: Vsi so se mu posmehovali in ga brcali, suvali in grizli. S svojo drugačnostjo jih je presenetil, saj niso bili dovolj odprti, da bi ga sprejeli medse. 
Maček in kokoš: Mislita si, da sta boljša polovica sveta. Ker živita z mislijo, da sta onadva in starka najpametnejši od vseh. Če bi raček valil jajca in predel, bi mogoče bil tako pameten kot onadva. Nista sposobna sprejeti mnenja drugih oz. nočeta niti prisluhniti mnenju ostalih. Mislita, da samo to kar počneta ona dva je lepo in prav. Vidita le svoje želje in navade, nista dovolj odprta, da bi sprejela tudi mnenje in želje drugih.
Divje gosi: Ni jim bilo mar, če je grd. Ampak vseeno ne sme priti v njihovo družino. Mislijo si, da so tolerantni do drugačnih, le dokler nimajo preveč bližnjih stikov z njimi. Prav taki so kot ostale race in kokoši na kmetiji.

## Analiza motiva
»Z občutkom za lepo in pravo in z blagim posmehom nam še danes pomagajo razumeti svet, pa naj so se življenjske razmere še tako spremenile. Njegove osebe so psihološko dovršeni liki, v njihovem ravnanju in medsebojnih zapletih ni nobene napake, vse se zgodi, kot se mora. Njegove pravljice niso izmišljene sanje, ampak prepesnjena podoba resničnosti.« 
Polonca Kovač, Pravljice, uvodna beseda, Mladinska knjiga, Ljubljana, 2005, Str.9

## Motivno tematske povezave
Motiv drugačnosti najdemo tudi v naslednjih pravljicah.
- Veveriček posebne sorte, Svetlana Makarovič
- Princeska z napako, Janja Vidmar
- Škrat s prevelikimi ušesi, Bina Štampe Žmavec
- Šuško in gozdni dan, Svetlana Makarovič
- Nosku se zgodi čudež, Franci Rogač